# کومو آجارا
کومو آجارا (به لاتین: Kvemo Azhara) یک منطقهٔ مسکونی در گرجستان است که در آبخاز واقع شده‌است. کومو آجارا ۴۸ نفر جمعیت دارد و ۵۶۰ متر بالاتر از سطح دریا واقع شده‌است.